# Saliszi (Kremenez, Schumsk)
Saliszi (ukrainisch Залісці; russisch Залесцы Saleszy, polnisch Zaleśce Szumskie) ist ein Dorf im Norden der ukrainischen Oblast Ternopil mit etwa 800 Einwohnern (2004).

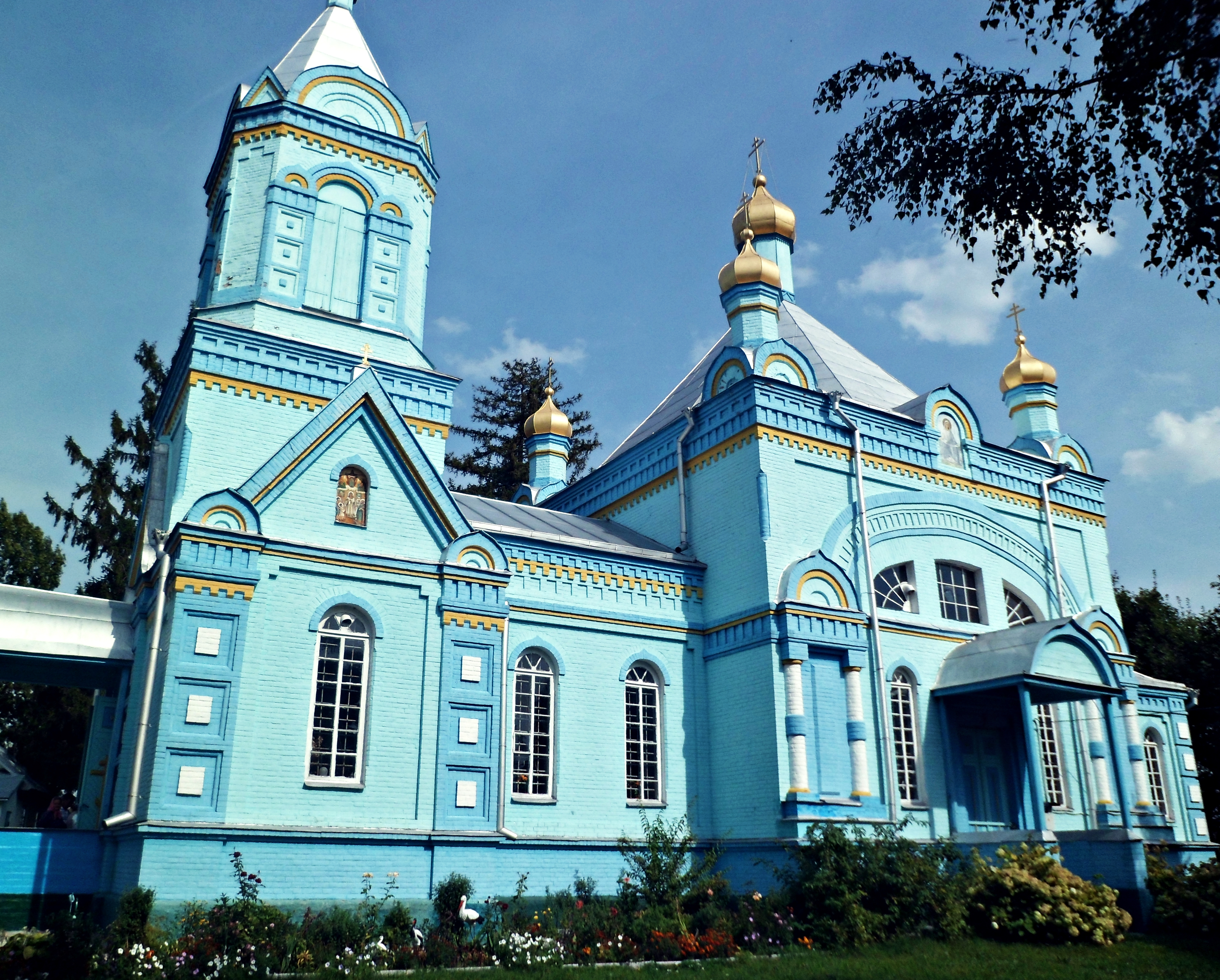
Kirche im Ort

Die Ortschaft war bis 2015 das administrative Zentrum der gleichnamigen, 22,295 km² großen Landratsgemeinde im Rajon Schumsk, zu der noch das Dorf Sabara (Забара ⊙) mit etwa 120 Einwohnern gehörte, seit dem 24. Juli 2015 ist sie Teil der Stadtgemeinde Schumsk.
Am 17. Juli 2020 wurde der Ort Teil des Rajons Kremenez.
Das ehemalige Rajonzentrum Schumsk liegt 12 km südöstlich und das Oblasthauptstadt Ternopil etwa 90 km südlich vom Dorf.
Saliszi wird 1545 zum ersten Mal schriftlich erwähnt und gehörte bis 1793 in der Woiwodschaft Wolhynien zur Adelsrepublik Polen-Litauen. Mit den Teilungen Polens fiel das Dorf an das spätere Russische Reich und lag bis zum Ende des Ersten Weltkriegs im Gouvernement Wolhynien.
Nach dem Ersten Weltkrieg kam die Ortschaft zunächst zur Westukrainischen Volksrepublik und anschließend zur Zweiten Polnischen Republik (in die Woiwodschaft Wolhynien, Powiat Krzemieniec, Gmina Uhorsk). Im Zweiten Weltkrieg wurde sie zwischen September 1939 und Sommer 1941 von der Sowjetunion besetzt. Nach dem deutschen Überfall auf die Sowjetunion im Juni 1941 wurde das Dorf bis 1944 von Deutschland besetzt und innerhalb des Reichskommissariats Ukraine in den Generalbezirk Brest-Litowsk/Wolhynien-Podolien, Kreisgebiet Kremianez eingegliedert.
Nach dem Krieg wurde Saliszi der Sowjetunion zugeschlagen und der Ukrainischen SSR angegliedert. Seit dem Zerfall der Sowjetunion 1991 ist die Ortschaft ein Teil der unabhängigen Ukraine.